# Опатувко
Опатувко (пол. Opatówko) — село в Польщі, у гміні Некля Вжесінського повіту Великопольського воєводства.
Населення — 182 особи (2011).
У 1975-1998 роках село належало до Познанського воєводства.

## Демографія
Демографічна структура станом на 31 березня 2011 року:
|          | Загалом | Допрацездатний вік | Працездатний вік | Постпрацездатний вік |
| -------- | ------- | ------------------ | ---------------- | -------------------- |
| Чоловіки | 98      | 22                 | 72               | 4                    |
| Жінки    | 84      | 15                 | 56               | 13                   |
| Разом    | 182     | 37                 | 128              | 17                   |